# Scholars Pavilion

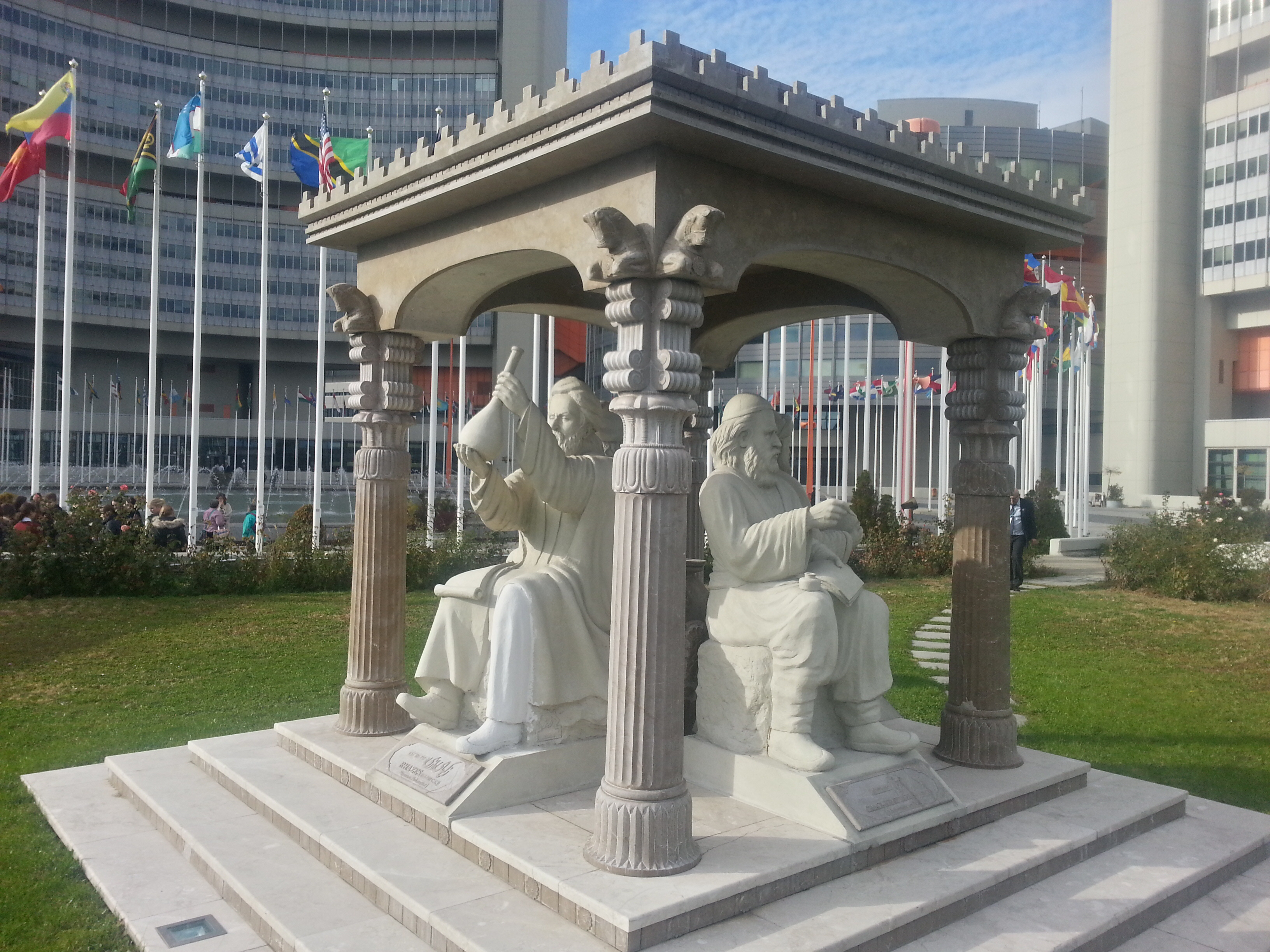
Scholars Pavilion in Wien

Der Scholars Pavilion ist ein Denkmal des iranischen Künstlers Aghaye Golestani. Er wurde 2009 als Geschenk der iranischen Regierung in der Wiener UNO-City errichtet. Er ist der einzige Chartagi, der sich außerhalb des Iran befindet.
Das Monument ruht auf vier Pfeilern, die die vier Himmelsrichtungen symbolisieren. Bei den dargestellten Persönlichkeiten handelt es sich um die Gelehrten Avicenna, Khayyam, Razi und al-Bīrūnī.

## Galerie

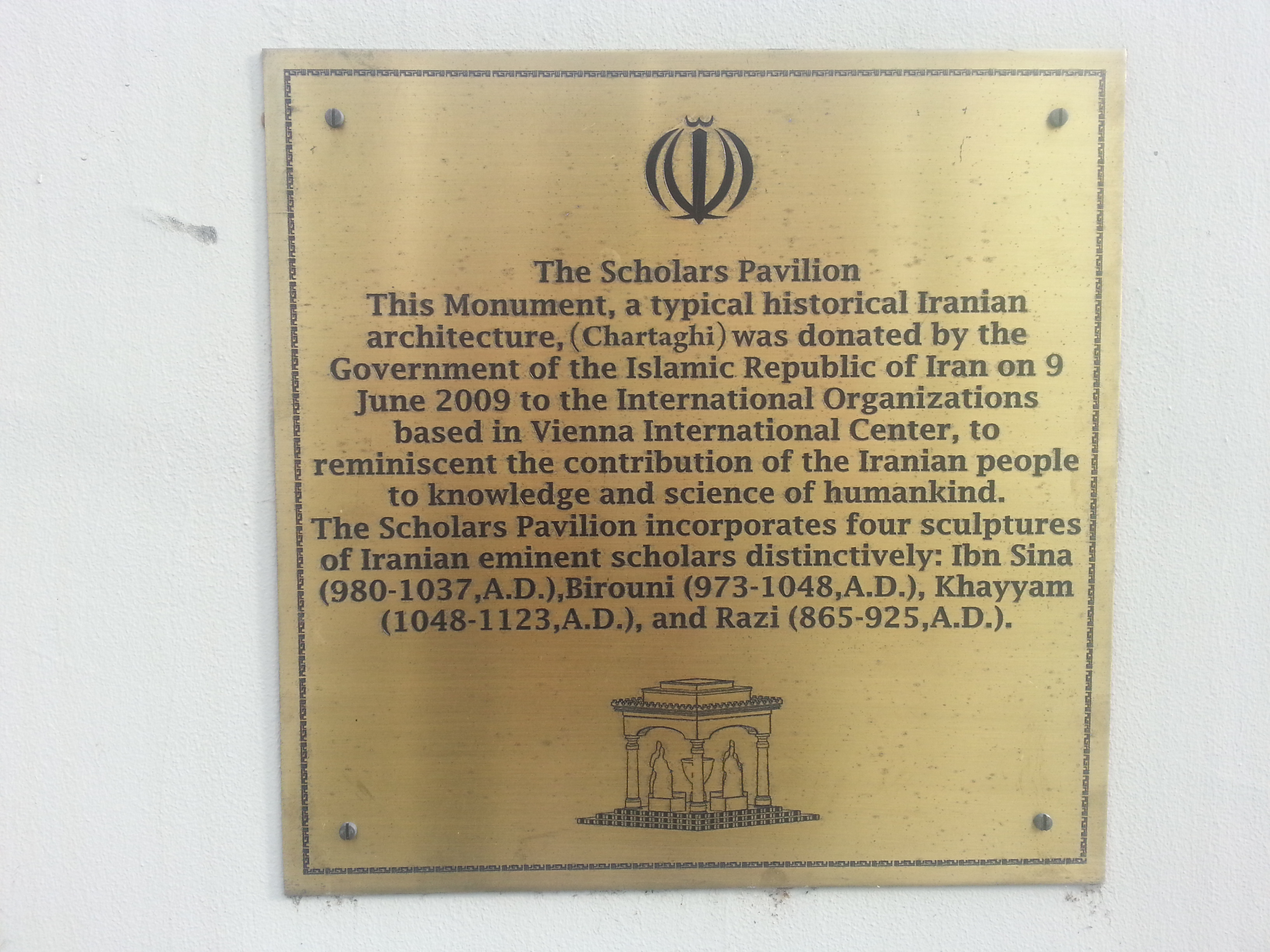
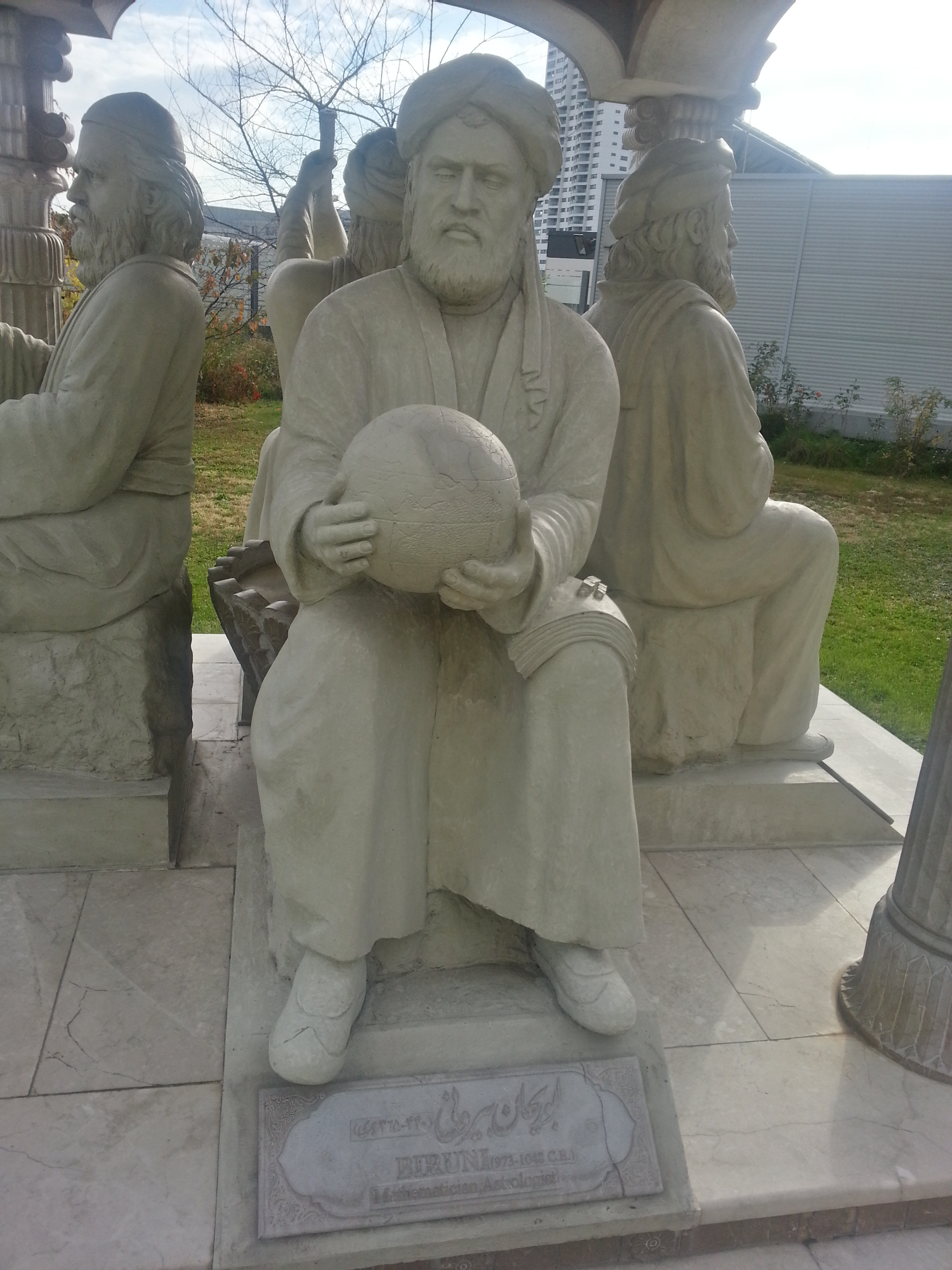
al-Bīrūnī
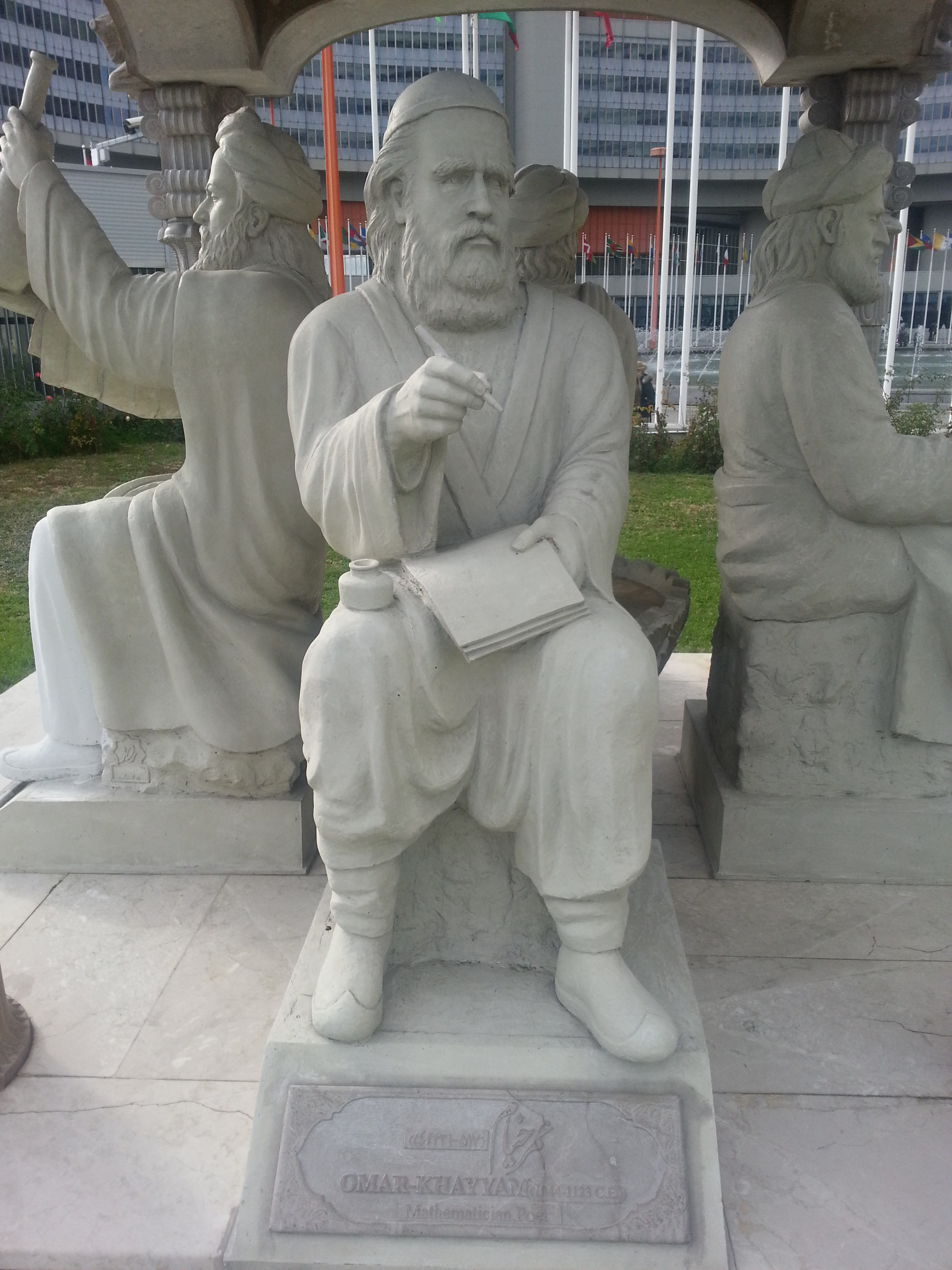
Omar Khayyam
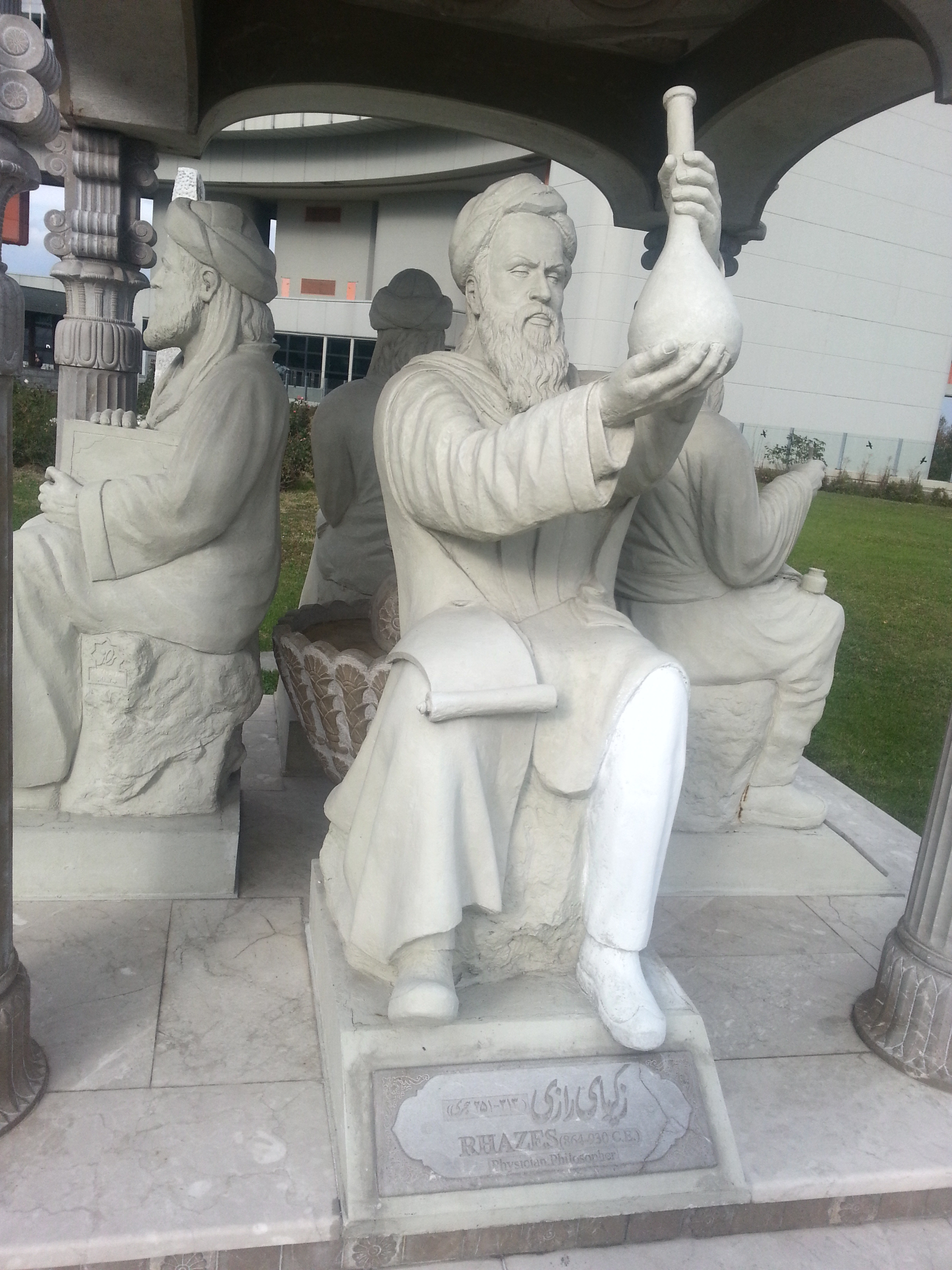
al-Razi
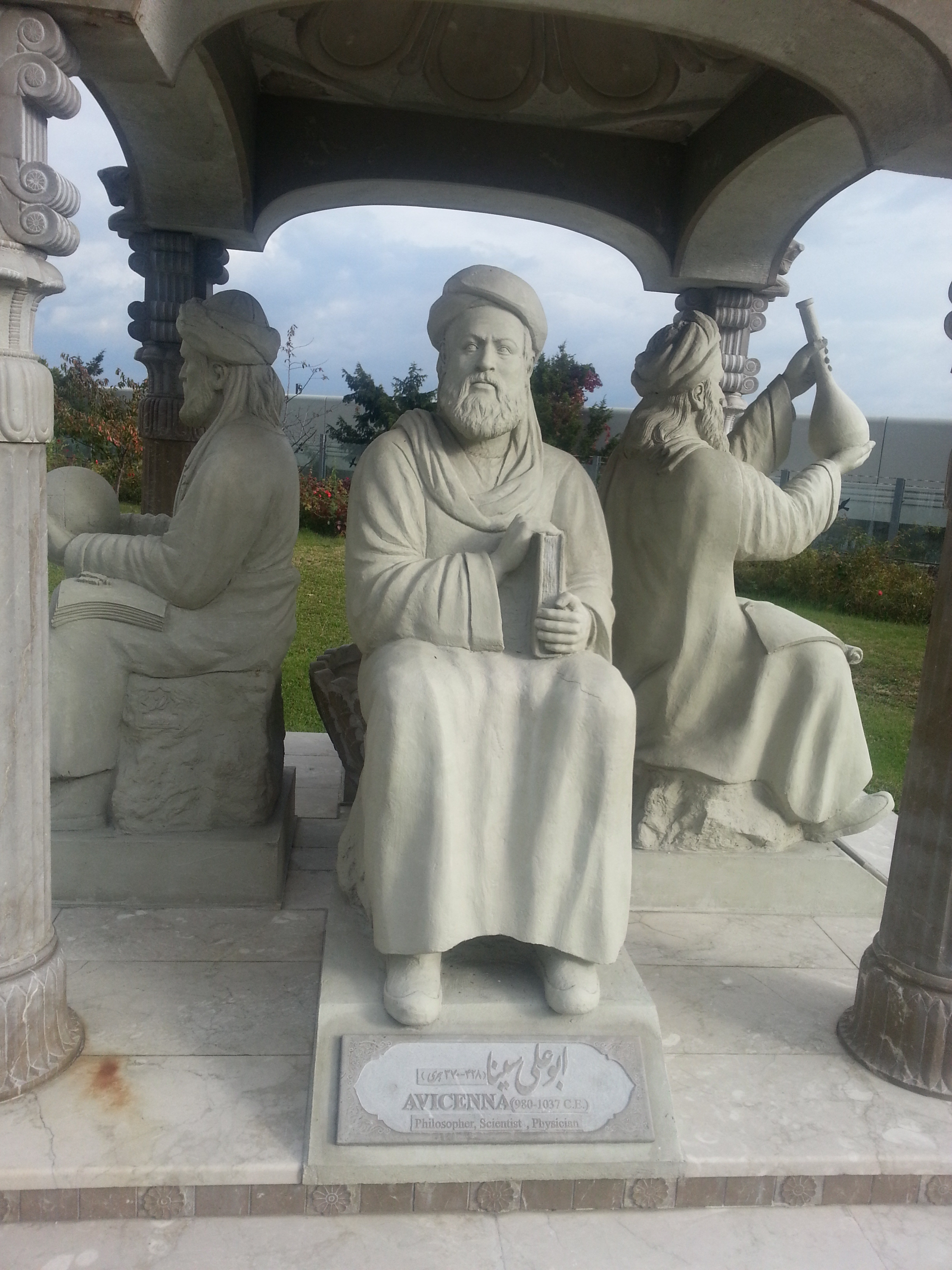
Avicenna